# Llau dels Juncs
La llau dels Juncs està situada en el terme municipal d'Isona i Conca Dellà, dins del territori de l'antic terme d'Orcau, al Pallars Jussà.
Es forma a la partida de la Tallada de la Rita, des d'on davalla cap al sud-oest, per abocar-se en la Llau Gran, al sud de la Cabana del Moliner.